# 種子島洋二
種子島 洋二（たなこじま ようつぐ / たねがしま　ようじ、1907年（明治40年） - 1977年（昭和52年）9月）は、日本の海軍軍人、実業家。最終階級は海軍中佐。

## 経歴
鹿児島県出身。1927年（昭和2年）3月、海軍兵学校（55期）卒業。「比叡」、「葦」乗組を経て、「伊号第六十一潜水艦」の砲術長、航海長。
1935年（昭和10年）10月15日、伊号第六十一潜水艦航海長より峯風型駆逐艦7番艦「羽風」水雷長へ転任。
1938年（昭和13年）3月31日、朝潮型駆逐艦5番艦「朝雲」竣工と共に、朝雲水雷長に補職。同年6月11日、朝雲水雷長から第二連合航空隊参謀へ転任。
同年12月10日附で、吹雪型駆逐艦13番艦「朝霧」水雷長。
1939年（昭和14年）9月6日、種子島は朝霧水雷長の任を解かれ、横須賀鎮守府附となる（後任の朝霧水雷長は橋口百治中尉）。10月20日、第十二号掃海艇長に補職。
1940年（昭和15年）5月1日、第十号掃海艇長。10月15日附で若竹型駆逐艦1番艦「若竹」駆逐艦長に補職される。
10月20日、吹雪型7番艦「薄雲」艦長新谷喜一中佐が陽炎型駆逐艦14番艦「谷風」艤装員長に転じたため、種子島（若竹艦長）は駆逐艦2隻（若竹、薄雲）の駆逐艦長を兼務することになった。
1941年（昭和16年）2月10日、舞鶴防備隊副長小山猛夫中佐が薄雲艦長を兼務することになり、種子島は兼務を解かれた（若竹駆逐艦長のみ）。
4月10日、峯風型駆逐艦8番艦「汐風」駆逐艦長。
種子島は汐風駆逐艦長として太平洋戦争を迎えた。1942年（昭和17年）11月20日、佐世保鎮守府附被仰付。12月15日、白露型駆逐艦3番艦「村雨」駆逐艦長。
1943年（昭和18年）3月25日、「村雨」沈没に伴い横須賀鎮守府附被仰付、4月25日 第一輸送隊長。その後、海軍中佐に進級。第八十八警備隊司令。
1945年（昭和20年）8月、ブーゲンビル島にて終戦。1946年（昭和21年）3月、予備役編入。
戦後、佐世保時事新聞渉外部長、1948年上野運輸商会、門司、四日市、大阪各支店長、1970年豊福海運常務取締役。

## コロンバンガラ島守備隊救出「セ」号作戦
種子島は1942年（昭和17年）12月15日附で、第四水雷戦隊（司令官高間完少将）麾下の第2駆逐隊・白露型3番艦「村雨」駆逐艦長に補職される。1943年（昭和18年）2月上旬、「村雨」はソロモン諸島に進出。3月5日、第2駆逐隊司令橘正雄大佐の指揮下、駆逐艦2隻（村雨、峯雲）はブーゲンビル島ブイン基地に輸送を実施する。帰路、ビラ・スタンモーア夜戦において米駆逐艦群のレーダー射撃攻撃を受け、2隻とも沈没。種子島は自力での20時間の漂流の末、コロンバガラ基地に収容された。
内地帰還、横須賀鎮守府附を経て第一輸送隊長に就任。当時米軍の猛攻の前に玉砕寸前だったコロンバンガラ島守備隊12000名を一隻の護衛艦艇もない状況の中で大発艇100隻で救出し、200km離れたブーゲンビル島に撤収させる「セ」号作戦を成功させた。

## 著書
- 『ソロモン海「セ」号作戦』、光文社、2003年。